# Póquer argentino
El póquer argentino o poker argentino, también conocido como póquer con baraja española o pokarin, es una variación del póquer tapado utilizando cartas españolas.

## Modo de juego
Se puede jugar con una baraja española de 50 o 48 cartas dependiendo de si se va a jugar con comodín o sin comodín. Si se juega con comodín pueden participar de 2 a 6 jugadores y si se juega sin comodín pueden participar de 2 a 5 jugadores. Al igual que en el póquer tapado, se tienen que repartir 5 cartas a los jugadores y se tiene que conseguir la mejor mano. Las siguientes manos están ordenadas de mejor a peor:
Escalera de póquer: cuatro cartas de un mismo número (en caso de que tengan los dos la misma escalera gana el que tenga las cartas más altas).
Full: tres cartas iguales (trío), más otras dos iguales (par). En caso de que varios jugadores tengan full, gana el que tenga el trío más alto y luego el que tenga la pareja más alta.
Escalera real: escalera del mismo palo del 7 al 1.
Escalera de color: cinco cartas del mismo signo (en caso de que tengan los dos la misma escalera gana el que tenga las cartas más altas).
Color: cinco cartas del mismo palo. Gana la carta más alta dentro del mismo palo.
Escalera: cinco cartas consecutivas de palos diferentes. Gana la escalera más alta.
Trío: tres cartas iguales en su valor. En caso de empate decide el trío con las cartas más altas y en caso de un nuevo empate decide la carta o cartas más altas de las que no forman trío.
Dobles parejas: Dos pares de cartas. En caso de empate decide la pareja más alta y si continúa el empate decide la segunda pareja más alta y en caso de nuevo empate decide la carta suelta más alta.
Pareja: Dos cartas iguales y tres diferentes. En caso de empate decide la pareja más alta y si continúa el empate deciden las cartas más altas entre las restantes.
Carta alta: Gana quien tiene la carta más alta de todas. Si hay empate con la primera carta, se continúa con las siguientes para decidir quién tiene la carta más alta.